# Джеймс, Лулу
Лулу Джеймс (англ. Lulu James) — британская электро и соул-певица.

## Биография и карьера
Родилась в Танзании. Имеет масайское происхождение. Когда певице было шесть лет, её родители перебрались в Саут-Шилдс, на северо-восток Англии. Обучалась на курсах по музыке, где познакомилась со своим продюсером и соавтором DomZilla.
В 2012 году она самостоятельно выпустила свой дебютный мини-альбом Rope Mirage, а затем подписала контракт с лейблом Black Butter Records, который издал её дебютный сингл, «Be Safe»/«Stuck».
В конце того же 2012 года она гастролировала с коллегами по лейблу Kidnap Kid и Rudimental. В начале 2013 года Лулу подписала контракт с лейблом RCA Records и выпустила там сингл «Closer». В конце 2013 года певица выпустила сингл «Sweetest Thing» и отправилась на гастроли вместе с Элли Голдинг и Энни Мэк. В 2014 году она выпустила сингл «Beautiful People». В 2015 году выступала в качестве приглашённой вокалистки хаус-дуэта Gorgon City во время их тура по Великобритании.
В качестве повлиявших на неё исполнителей Джеймс называет Индиа.Ари, Бейонсе, Джеймса Блейка, Мэрайю Кэрри, Diplo, Арету Франклин, Уитни Хьюстон, Майкла Джексона, Гилл Скотт-Херона, Эми Уайнхаус и Jamie xx.

## Дискография

### Синглы
| Год  | Сингл            | Высшая позиция | Высшая позиция | Альбом |
| Год  | Сингл            | UK             | DEN            | Альбом |
| ---- | ---------------- | -------------- | -------------- | ------ |
| 2013 | «Sweetest Thing» | –              | 26             | TBA    |

Прочее
- 2012: Rope Mirage (EP)
- 2012: «Be Safe»/«Stuck»
- 2013: «Closer»
- 2013: «Step by Step»
- 2014: «Beautiful People»
- 2016: Colours (EP)

Совместно с другими исполнителями
- 2013: «Why Didn’t You Call?» (совместно с Gang Colours)
- 2014: «We Disappear» (совместно с Джоном Хопкинсом)
- 2015: «Loving You» (совместно с Lane 8)
- 2017: «Tear My Heart»  (Moon Boots при участии Лулу Джеймс [Marquis Hawkes Extended Mix])